# Richard Crull
Richard Crull (* 27. Februar 1900 in Mönchhagen; † 26. April 1991 in Adendorf) war ein deutscher Kommunalpolitiker der NSDAP und 1942 bis 1945 Oberbürgermeister von Schwerin.
Crull war der Sohn eines Postbeamten, er war seit 1920 in Bad Doberan in der Kommunalverwaltung, ab 1923 in der Stadtkämmerei tätig. Zum 1. November 1930 trat er in die NSDAP ein (Mitgliedsnummer 508.450) und engagierte sich in der Ortsgruppe als Propagandaleiter. 1932 ging er als Büroleiter des Landtages nach Schwerin. Dann ging er als Direktor zum Deutschen Gemeindetag nach Berlin. Er stieg in die Schweriner Gauleitung im Gau Mecklenburg auf und leitete dort das Amt für Kommunalpolitik. Vom Mai 1942 bis zum 12. Juni 1945 war er zusätzlich Oberbürgermeister von Schwerin, nachdem der Vorgänger Wilhelm Timmermann einberufen worden war. Nachdem Schwerin am 29. April 1945 von der Wehrmacht aufgegeben worden war, sorgte Crull am 2. Mai für die Übergabe an die Amerikaner vor der Roten Armee.
Crull begleitete die US-Besatzung und die nachfolgende britische Besatzung bis zur Übergabe an die Sowjets. Dann flüchtete er in die britische Zone. In Wentorf bei Hamburg wurde er als Flüchtlingshelfer eingestellt. Er zog nach Ventschau und verlebte die letzten Jahre in Adendorf.

## Schriften
- Aus den Erinnerungen, in: Kurt Redmer (Hrsg.): Vergessen? Erinnern! Mahnende Geschichte: Dokumentation über Geschehnisse in Mecklenburg in der Zeit des Hitlerfaschismus, Pinnow 2015 Aus den Erinnerungen online
- (Hrsg.): Mecklenburg: Werden und Sein eines Gaues, Bielefeld 1938